# Curcani (Călărași)
Curcani is een gemeente in het Roemeense district Călărași en ligt in de regio Muntenië in het zuidoosten van Roemenië. De gemeente telt 5237 inwoners (2002).

## Geografie
Curcani ligt in het westen van Călărași. De gemeente heeft een oppervlakte van 55,2 km². Sălcioara is het enige dorp dat in de gemeente ligt.

## Demografie
In 2002 had de gemeente 5237 inwoners. Volgens berekeningen van World Gazetteer telt Curcani in 2007 ongeveer 5118 inwoners. De beroepsbevolking is 1497. Er bevinden zich 1516 huizen in de gemeente.

## Politiek
De burgemeester van Curcani is Aurel Gazu (PNG).

## Onderwijs
Er zijn twee kinderdagverblijven en twee scholen in de gemeente.

## Toerisme
Toeristische attracties in de gemeente zijn de meertjes "Topilele" en "Potcoava" en de kerk "Sfântul Constantin și Elena" (Sint Constantijn en Elena).
Alexandru Odobescu · Belciugatele · Borcea · Căscioarele · Chirnogi · Chiselet · Ciocănești · Curcani · Cuza Vodă · Dichiseni · Dor Mărunt · Dorobanțu · Dragalina · Dragoș Vodă · Frăsinet · Frumușani · Fundeni · Grădiştea · Gurbănești · Ileana · Independenţa · Jegălia · Lehliu · Luica · Lupșanu · Mânăstirea · Mitreni · Modelu · Nana · Nicolae Bălcescu · Perișoru · Plătărești · Radovanu · Roseți · Sărulești · Sohatu · Șoldanu · Spanțov · Ștefan cel Mare · Ștefan Vodă · Tămădău Mare · Ulmeni · Ulmu · Unirea · Vâlcelele · Valea Argovei · Vasilați · Vlad Țepeș